# Кањол
Кањол (фр. Cahagnolles) насеље је и општина у северној Француској у региону Доња Нормандија, у департману Калвадос која припада префектури Баје.
По подацима из 2011. године у општини је живело 249 становника, а густина насељености је износила 34,73 становника/km². Општина се простире на површини од 7,17 km². Налази се на средњој надморској висини од 30 метара (максималној 139 m, а минималној 83 m).

## Демографија
| 1962. | 1968. | 1975. | 1982. | 1990. | 1999. | 2011. |
| ----- | ----- | ----- | ----- | ----- | ----- | ----- |
| 180   | 216   | 160   | 148   | 172   | 177   | 249   |

График промене броја становника у току последњих година